# Victoria Duval
Victoria Duval (Miami, 30 de novembro de 1995) é uma tenista americana. Descendente de haitianos, ela é treinada por Nick Bollettieri.
Filha de um médico, Victoria viveu até os sete anos no Haiti. Ali, em uma ocasião, chegou a ser mantida refém durante horas por criminosos que invadiram a casa de uma tia. Durante o Sismo do Haiti de 2010, seu pai foi uma das milhares de vítimas, soterrado nos escombros do hospital em que trabalhava, mas sobreviveu.

## Carreira

### 2012
Duval iniciou sua carreira profissional em maio de 2012. Tendo perdido apenas um set na primeira rodada, ela chegou na decisão de um torneio na Carolina do Sul, mas acabou sendo superada por Louisa Chirico. Com mais alguns bons resultados, a jovem jogadora recebeu um convite para jogar no US Open, em Nova York, onde acabou sendo derrotada na primeira rodada pela belga Kim Clijsters, por 2 sets a 0, com parciais de 6-3 e 6-1.

### 2013
Depois de passar pela fase de classificação do US Open, Duval causou surpresa na primeira rodada da chave principal quando derrotou a australiana Samantha Stosur, por 2 sets a 1, com parciais de 5–7, 6–4, 6–4. Stosur era cabeça de chave número 11 e havia sido campeã da competição em 2011. A jovem jogadora, no entanto, acabou sendo eliminada já na segunda rodada diante da experiente Daniela Hantuchova, que venceu a partida por 2 seta a 0, parciais de 6-2 e 6-3.

## Estatísticas da carreira

### Finais do circuito ITF
| $100,000 |
| $75,000  |
| $50,000  |
| $25,000  |
| $15,000  |
| $10,000  |

#### Simples
| No. | Título      | Data          | Torneio                    | Superfície | Adversária                | Resultado |
| --- | ----------- | ------------- | -------------------------- | ---------- | ------------------------- | --------- |
| 1.  | Vice-campeã | maio 2012     | Sumter, CS, Estados Unidos | Dura       | Louisa Chirico            | 4–6 3–6   |
| 2.  | Campeã      | Novembro 2013 | Toronto, Canadá            | Dura       | Tímea Babos               | 7–5, ret. |
| 3.  | Vice-campeã | Abril 2014    | Dothan, Estados Unidos     | Saibro     | Grace Min                 | 3–6, 1–6  |
| 4.  | Vice-campeã | Setembro 2017 | Lubbock, Estados Unidos    | Dura       | Alisa Kleybanova          | 0–6, 2–6  |
| 5.  | Vice-campeã | Outubro 2017  | Macon, Estados Unidos      | Dura       | Anna Karolína Schmiedlová | 4–6, 1–6  |

#### Duplas
| No. | Título      | Data         | Torneio             | Superfície | Parceira    | Adversárias                      | Resultado |
| --- | ----------- | ------------ | ------------------- | ---------- | ----------- | -------------------------------- | --------- |
| 1.  | Vice-campeã | Outubro 2011 | Bayamon, Porto Rico | Dura       | Allie Kiick | Chanel Simmonds Ajla Tomljanovic | 3–6 1–6   |